# رانسفورد-یبوآ کونیگزدورفر
رانسفورد-یبوآ کونیگزدورفر (انگلیسی: Ransford-Yeboah Königsdörffer؛ زادهٔ ۱۳ سپتامبر ۲۰۰۱) بازیکن فوتبال است.
از باشگاه‌هایی که در آن بازی کرده‌است می‌توان به باشگاه فوتبال دینامو درسدن اشاره کرد.
وی همچنین در تیم ملی فوتبال زیر ۲۱ سال آلمان بازی کرده‌است.